# Gears of War 4
『Gears of War 4』（ギアーズオブウォー4）は、Microsoft Studiosより2016年10月11日に発売されたXbox One・Windows用サードパーソン・シューティングゲーム。日本では2017年5月25日に発売された。

## 概要
『Gears of War』（以下GoW）シリーズのナンバリング4作目、シリーズ全体としては5作目にあたる。開発はThe Coalitionであり、今までナンバリングタイトルの開発を担当していたEpic Gamesは関わっていない。
本作より新たなGoWのサーガが始まると予告されており、前作であるGears of War 3から25年が経過した惑星セラを舞台としている。これまでのシリーズで主役を務めたマーカス・フェニックスに代わり、マーカスの息子であるJD・フェニックスを新主人公に据え、彼ら新世代の人類と新たなる敵との死闘が繰り広げられる。
システムも細かい変更が加えられているが、基本操作はこれまでのGoWシリーズとほぼ同一であり、経験者なら違和感なく楽しめるようになっている。
マルチプレイは仕様に大幅な変更が施され、FPSのマルチプレイによく見られるPeakや装備のアップグレード等の概念が導入された。また、WarzoneやKing of the Hillなどの従来の対戦に加え、新たな対戦ルールがいくつか追加された。
プレイヤー人気の高いHordeはバージョンが3.0と銘打たれ、GoW3とGears of War: Judgmentのシステムを融合させたような仕様となった。
そして、GoWシリーズの代表的な銃器であるチェーンソー付きのライフル『ランサー』の形状が変更され、ウッドストックとフラッシュライトが追加された『カスタムランサー』となっている。

### 日本語版について
今までのGoWシリーズはすべて日本向けにローカライズされていたが、本作において当初は日本語版はリリースされないと発表された。その理由として、日本ではCEROによる独自の表現規制基準があることと、本作のゴア表現をCEROレーティングの上限であるZ指定の基準に落とし込むのが困難であることが挙げられた。
これまでにリリースされたGoWシリーズの日本語版は全て、CEROの基準に沿うように何らかの表現規制がかけられており、例えばヘッドショットや一部アクションによる欠損描写など、GOWシリーズの特徴の一つであった過激なゴア表現の多くは削除および変更がなされていた。よって、オリジナルの表現をそのまま楽しみたいユーザーは海外版で遊ぶ必要があったが、海外版に日本語が収録されることはなかった。
だが、GoWシリーズは日本でも人気を博していることを鑑みてか、同時に本作は日本語を含む多言語（マルチランゲージ）仕様となることも発表された。各種インタフェースと字幕を日本語に変更することが可能となった。しかし、日本語に誤字や翻訳ミス、変換ミスがあったり、一部の日本語フォントが表示されずに文字化けを起こしていたりと、やや粗が目立つものとなった。
日本語版はこのまま発売されないと思われていたが、2017年4月4日に日本マイクロソフトは同年5月25日にXbox OneおよびWindows 10でGoW4の日本語版を発売することを発表した。CEROレーティングは従来同様Z指定となるが、これまでの日本語版にあった表現規制は一切行われず、海外版と同一の表現のままとなることも明言された。これによりオリジナルの表現そのままのGoWを正式に日本語環境で遊べるようになった。また、これまでのローカライズでは日本語吹き替えがなされていたが、本作は日本語字幕のみの対応となることも併せて発表された。
結果、Gears of War 4日本版は、DL版とパケ版ともに2017年5月25日に発売され、2017年12月15日にはリパッケージ版（ディスク2枚組）が発売された。

## ストーリー
ローカスト、そしてイミュルシオンによってランベント化した生物たちの脅威にさらされた惑星セラ。人類は団結して存亡の危機に立ち向かったが、その中でもCOG軍のマーカス・フェニックス率いるチームデルタの活躍は目覚ましいものがあった。人類は夥しい犠牲を出したものの、長きにわたるローカストとの戦いにようやく終止符が打たれ、セラは平穏を取り戻した。
それから25年の年月が流れ、セラは気候変動が激しくなり、ウィンドフレアと呼ばれる強烈な風と雷を伴う異常気象がしばしば発生するようになった。統合政府COGの大統領であるジンはいくつかのコロニーを築き、壁を設けた。COGのやり方に反発する人々は壁の外に出て独自に集落を築き、彼らはアウトサイダーと呼ばれるようになった。
マーカスとアーニャの息子として生を享けたジェームスは、長じた後に父と同じようにCOGに加わりたいと思うようになるが、大戦以来COGと距離を置いていたマーカスは反対する。
父に反発したジェームスは出奔しCOGに加わったが、ある理由により友人のデルと共にCOGを離れることになった。
アウトサイダーの村を訪れたJDたちは、謎の敵スワーム（Swarm）の襲撃を受ける。それはローカストによく似た外見を持つ生物だった。ただ、体の一部が結晶化しているなど、ローカストとは異なる特徴を持っていた。オスカーは巨大なスワームに呑み込まれ、ケイトの母親のレイナは連れ去られてしまう。
レイナを連れ去った謎の生物は、かつてCOG軍が大量のローカストの死骸を葬ったという墓場へ向かったことを突き止めた彼らは、その墓地の最深部へと降りていった。
そこで彼らが見たものとは…。

## 登場キャラクター

### 人類
JD / ジェームス・ドミニク・フェニックス（James Dominic Fenix）
本作の主人公。前作までの主人公だったマーカス・フェニックスの息子。母親はアーニャ・ストラウド。COGにおける階級は少尉。3で戦死したマーカスの親友ドム（Dominic Santiago）のファストネームをミドルネームとして受け継いでいる。仲間からはJDと呼ばれるが、マーカスと同年代の人からはジェームスと呼ばれる。父マーカス譲りの恵まれた体躯、母アーニャに似たブロンドの髪を持つ。性格は気難しい父とは異なり、明るくて軽口をたたく面もある。ある理由によりCOG軍の寄宿学校を抜け出し、アウトサイダーに加わることになる。
ケイト・ディアス（Kait Diaz）
本作のヒロイン的存在。南米系の雰囲気をまとった少女。アウトサイダーの一員。スワームに連れ去られた母を追うことになる。中盤において、アーニャがローカストとの戦いで使っていたアーマーをマーカスから譲られる。物語の終盤では辛い決断を迫られることになる。
デル・ウォーカー（Delmont Walker）
JDの友人。孤児で、COGの寄宿学校でJDと知り合い、意気投合する。ある理由によりJDと共にCOGを抜け出す。
オスカー（Oscar）
陽気なアウトサイダーの兵士。巨大なスワームに呑み込まれてしまう。
マーカス・フェニックス（Marcus Fenix）
3までの主人公。JDの父親。既に齢60を超えており、白髪のひげを蓄えた姿で登場する。ローカストとの長き戦いにピリオドを打った英雄として、25年後の今でもしばしば名前が挙がる伝説的な人物だが、戦場から身を引いて隠居している。加齢による肉体的な衰えは隠せないが、かつて幾度もの死線から生還してきた経験に裏打ちされた戦闘力は未だに一線級である。JDが出て行った後も、いずれ戻ってくると考え、アーマーや武器を母屋の隠し部屋に準備していた。ちなみに、ストラウド家にある温室でトマトを育てているが、実はすべて3でドムが育てていたトマトの種から栽培しているものである。基本NPC扱いだが、チャプターの一部で操作する事が出来る。
アーニャ・ストラウド（Anya Stroud）
JDの母親で、マーカスの妻。物語開始時点では既に故人で、ストラウド家の傍にある墓に葬られている。彼女が身にまとっていたCOGのアーマーはケイトに譲られた。
オーガスタ・コール（Augustus Cole）
元チームデルタの一員で、大戦後は選手に復帰した。JDのことも幼少から知っており、JDは彼をコールおじさんと呼ぶ。終盤、戦友マーカスに手を貸すために再び銃を手に取る。
デーモン・ベアード（Damon Baird）
元チームデルタの一員で、大手製造会社のCEOに就いている。頭髪はすっかり無くなっているが、トレードマークのゴーグルはそのまま。3に登場したサムとは事実婚の関係。マーカスの頼みにより、密かにJDの動向を監視していた。
サマンサ・バーン（Samantha Byrne）
通称・サム。元チームデルタの一員である女兵士。終盤、マーカスの救助要請によりコールやベアードらと共に現れ、JDたちをサポートする。
レイナ・ディアズ（Reyna Diaz）
ケイトの母親。アウトサイダーのリーダーとして村を束ねている。村を襲撃したスワームに連れ去られてしまう。終盤で自分のペンダントをケイトに託すが、そのペンダントは…。
ジン（Jinn）
政府の女性大統領。融通の利かない性格で、COGを抜け出したJDたちに追手を差し向ける。
ビクター・ホフマン（Victor Hoffman）
元・COG軍大佐。「GoW4」でも健在だが、老い衰えて車椅子での生活を余儀なくされている。
ドミニク・サンチャゴ（Dominic Santiago）
通称・ドム。マーカスの親友で、「GoW3」で戦死。「GoW4」では冒頭の回想シーンの「ペンデュラム戦争」のNPCとして登場。
ミン・ヤン・キム(Minh Young Kim)
マーカスらの上官。「GoW1」で戦死。「GoW4」では冒頭の回想シーンの「エマ―ジェンス・デイ」のNPCとして登場。
バーナテッド・マタキ（Bernadette Mataki）
COG軍の女兵士で、通称・バーニー。「GoW4」では冒頭の回想シーンの「アンヴィル・ゲート防衛戦」のNPCとして登場。

## 敵キャラクター

### 新生COG軍
COG軍はGoW3の時点で崩壊していたが、今作にて復活した。
基本的に兵士は全て機械のロボット兵士であり、主な活動は治安維持となっている。実は全てベアードが開発した物である。
トラッカー
COGの作り出した治安維持及び戦闘用のロボット。
ティッカーポジションのボール状のロボットで、転がって接近してきた後自爆し、一定範囲に電撃のスリップダメージエリアを生成する。
シェパード/ピースメーカー
COGの作り出した治安維持及び戦闘用のロボット。
新武器エンフォーサーを基本装備しており、戦闘能力は高い。
人型ではあるがローカストと違って、こちらにはダメージによるダウン状態が存在しない。
デッドアイ
COGの作り出した治安維持及び戦闘用のロボット。
新武器エンバーを装着している。
前作までのスナイパーに相当するが、こちらはエンバーの装填弾数の多さの都合上、狙撃間隔がやや縮まっている。
武器の基本威力が高く難易度ノーマルでも終盤では一撃で瀕死レベルのダメージを与えてくるので要注意。
ただし、ハードコア以上になると一撃ダウンや一撃で即死もあり得るので発見し次第即座に倒していきたい。
DR-1/プロテクター
COGの作り出した治安維持及び戦闘用のロボット。
新武器ショットガン・オーバーキルを装備した接近戦特化型。
猪突猛進で後先を顧みず、敵陣へと乗り込んでいく。
体力が低下して瀕死状態になると自爆突撃モードに入り、近くのキャラクターに突っ込んでいく。
ガーディアン/センチネル
COGの作り出した治安維持及び戦闘用のロボットで、非人型。
トライショット（トリプルショット）またはサルボロケットランチャーを装備しており、カバーアクションはせずホバリングして移動する。
エネルギーシールドを生成する事が出来るが、生成するのは正面のみの為、他方からの攻撃には弱いという弱点がある。
シールドはダメージ蓄積で一時的に消失するが、時間経過で再生・復活する。
ケストレル
COGが開発した戦闘用ヘリ。
前作までのKRユニット（キングレイブン）の代わりに武装された戦闘用ヘリコプター。
コンドル
COGが開発した大型輸送機。
ロボット兵士入りのカプセルを空中投下する他、航空爆弾と多数の機関砲を搭載したガンシップとしても運用される。

### スワーム
突如として現れた謎の敵。
見た目は醜悪で、体の至る所に水晶の様な結晶体が付着している。
ジュビー
前作までのレッチに相当する敵。
銃器は使用せず、引っ掻き攻撃を主に使用してくる。
スクリーマー
繭を破壊するとランダムで出現するスワーム。
四肢が無い為、自身は攻撃は出来ずただ叫ぶ事しか出来ないが、その叫び声に反応して繭からジュビーが一斉に出現する。
スワームドローン
スワームの兵士であり数は多いが、武装はハンマーバーストのみ。
エリートドローン
スワームの兵士の一種だが、通常種より武装面が充実している。
スワームグレネーディア
フラググレネードを主武装にしているスワームの兵士。
スワームハンター
トルクボウを装備したスワームの狙撃手。
シオンブームショット
前作までのブーマーに相当する敵。
ブームショットを使用し、耐久力も高い。
シオンバズキル
バズキルを装備したシオン。
シオンドロップショット
新武器ドロップショットを装備したシオン。
シオンマルチャー
マルチャーを装備したシオン。
パウンサー
四足歩行の大型スワームで、尾の先端が複数に分かれており、そこから棘を発射する事が出来る。
スナッチャー
見た目はパウンサーそっくりだが、尾の先端は一つであり、更に胴体腹部が左右に割れて中から触手を伸ばし、他人を捕獲する事が出来る。
各地で人々を攫っていたのもスナッチャーの仕業だったが、攫う目的は不明。
キャリア
下半身が蛇のようになっている大型のスワーム。
両腕を使って移動し、攻撃時に胸部が開いてそこからミサイルの様な敵を射出する。
重装甲で、並大抵の攻撃ではビクともしない。
スワーマック
前作までのブルマックに相当する大型スワーム。
体中に火膨れの様な場所があり、そこが弱点となっている。